# José Andrés Torres Mora
José Andrés Torres Mora, né le 1er janvier 1960, est un homme politique espagnol membre du Parti socialiste ouvrier espagnol (PSOE).
Il est élu député de la circonscription de Malaga lors des élections générales de mars 2004.

## Biographie

### Vie privée
Il est marié et père d'un fils.

### Docteur en sociologie
Il réalise ses études à l'université complutense de Madrid où il obtient sa licence en sociologie puis son doctorat grâce à une thèse sur l'« inégalité éducative ». Il dirige le Grand collège Saint-Jean Évangéliste entre 1997 et 2000. Il est professeur titulaire de sociologie à l'université complutense de Madrid et représente le corps des professeurs à la Junte de la faculté de sciences politiques et de sociologie.

### Proche de Zapatero
Il adhère aux Jeunesses socialises de Malaga en 1977, lorsque le parti est légalisé par le gouvernement d'Adolfo Suárez, en pleine transition démocratique. Entre 1994 et 1997, il est coordonnateur du département fédéral chargé de la Formation, de l'Éducation et de la Culture de la commission exécutive du PSOE, sous les ordres de Ludolfo Paramio ; c'est là qu'il connait le jeune député de León José Luis Rodríguez Zapatero.
Lorsque Rodríguez Zapatero est élu secrétaire général fédéral du PSOE au terme du 35e congrès du parti de juillet 2000, il devient son chef de cabinet jusqu'à l'élection de Zapatero comme président du gouvernement d'Espagne, quatre ans plus tard.
Avec le tenue du 36e congrès du parti en juillet 2004, il est choisi par Zapatero pour entrer comme secrétaire exécutif à la commission exécutive fédérale du PSOE au sein d'une nouvelle génération des dirigeants. Lors du renouvellement de juillet 2008, il est promu secrétaire exécutif chargé de la Culture.

### Député national
Il se présente à la neuvième position sur la liste du parti dans la circonscription de Malaga lors des élections générales de mars 2000 mais n'est pas élu. Il est remonté à la quatrième position lors des élections législatives de mars 2004 qui voient la victoire de Zapatero et est élu au Congrès des députés. Il est membre de la commission du Règlement et de la commission du Travail et des Affaires sociales. Il exerce les fonctions de premier vice-président de la commission constitutionnelle.
Lors des élections générales de mars 2008, il est placé à la troisième position sur la liste de Magdalena Álvarez. Conservant son mandat parlementaire, il préside la commission de l'Éducation, de la Politique sociale et du Sport entre mai 2008 et septembre 2009 ; date à laquelle il en devient simple membre et est placé comme porte-parole titulaire à la commission de la Culture. En juin 2009, il intègre la députation permanente. Il est réélu lors du scrutin anticipé de novembre 2011 et est confirmé dans ses responsabilités à la commission de la Culture. Redevenant membre de la commission constitutionnelle, il est rétrogradé suppléant à la députation permanente entre janvier et juin 2012 et entre juillet et octobre 2015.
Lors des élections générales de décembre 2015, il est investi en troisième position sur la liste de Miguel Ángel Heredia et est réélu au palais des Cortes après que la liste a obtenu trois sièges. Il est membre suppléant de la délégation espagnole à l'assemblée de l'Union interparlementaire et des commissions des Politiques d'intégration du handicap et bicamérale des Relations avec le Défenseur du peuple. Il est confirmé dans ses responsabilités à la suite du scrutin législatif de juin 2016 et prône l'abstention des socialistes pour laisser gouverner Mariano Rajoy.